# Ujj Ferenc
Ujj Ferenc (Szabadszentkirály, 1841. január 2. – Szabadka, 1923. január 23.) színész, Semsey Lujza színésznő férje, Ujj Kálmán színész apja.

## Pályafutása
1872-ben kezdte a pályáját Terezovácon Szuper Károlynál, a Néném asszony kora című színműben alakította Gazsi szerepét. Ezután felhagyott egy évre a színjátszással, kocsmát nyitott, de 1873-ban újra visszatért Szuperhez. 1875 és 1882 között Krecsányi Ignácnál játszott, ezután Aradi Gerőnél, 1888-ban Győrre került, majd Miskolcra, s tíz évet töltött el Csóka Sándor társulatában. 1903-ban vonult nyugdíjba. Nélkülözhetetlen tag volt, minden szerepet elvállalt, de nem tartozott a legjobb színészek közé.

## Fontosabb szerepei
- Korhely (Csiky Gergely: A szépleányok)
- Fabula (Jókai Mór: Az aranyember)

## Működési adatai
- 1875–1882: Krecsányi Ignác;
- 1883–84: Szeged;
- 1884–95: Kassa, Szabadka;
- 1895–96: Arad;
- 1896–97: Szatmár;
- 1897–1900: Kiss Pál;
- 1900–1902: Miskolc;
- 1902–03: Zombor.